# Michael Asher
Michael Asher (né le 15 juillet 1943 à Los Angeles, et mort le 14 octobre 2012 est un artiste conceptuel américain connu depuis la fin des années 1960 pour ses installations spécifiques qui représentent une critique des institutions artistiques. Plutôt que de créer de nouveaux objets d'art, Asher altère l'environnement existant en déplaçant ou en enlevant les œuvres d'art de murs, de façades, etc. Asher est le fils de la galeriste Betty Asher et du Dr Leonard Asher.

## Enseignant
Il était enseignant au California Institute of the Arts, où son cours « post-studio art » consiste en des critiques de groupe intensives qui se concentrent sur une seule œuvre pour huit heures et même davantage.

## Œuvres
À travers une pratique principalement axée autour d’interventions in situ et éphémères, Michael Asher déconstruit, parfois littéralement, les espaces qu’il investit artistiquement. En 1973, à la Galleria Toselli de Milan, il fait ainsi décaper à la sableuse la totalité des murs, du sol et du plafond. Les couches successives de peinture blanche, traditionnellement réemployées entre chaque exposition, sont ôtées jusqu’à ce qu’apparaisse, nue, la structure en béton du bâtiment.
S’il s’attaque aux éléments préexistants des lieux qui accueillent ses installations, c’est afin de mettre en lumière les différentes données architecturales, spatiales, mais aussi culturelles et normatives, qui composent le contexte global dans lequel sont produites et perçues les propositions esthétiques. Ainsi, en 1974, lors de sa première exposition personnelle américaine, à la Claire Copley Galery à Los Angeles, il propose d’abattre le mur qui sépare l’espace d’exposition des bureaux et réserves du lieu. Par ce décloisonnement, un geste de soustraction architecturale, il perturbe les conventions habituelles de monstration au sein du dispositif apparenté au White Cube et rend l’espace de la galerie visible dans sa globalité, son hétérogénéité et sa complexité.
 « (Michael Asher est) parmi les saints patrons de la branche de l’art conceptuelle connue sous le nom de Critique Institutionnelle, une dissection souvent ésotérique des présupposés qui déterminent notre perception de l’art. »
Son œuvre sans titre de 1991, une fontaine en granite flanquée d'un mat de drapeau fut sa première œuvre exposée de manière permanente en public aux États-Unis. Elle fait partie de la Stuart Collection sur le campus de l'Université de Californie à San Diego.
Pour le projet Rénovation = expulsion, Michael Asher investit une fois de plus le contexte global dans lequel on lui propose d’intervenir. Lors de la rénovation des bâtiments qui allaient devenir l’emplacement du Nouveau Musée à Villeurbanne (qui devient en 1998 l'Institut d'art contemporain de Villeurbanne), Asher décide de faire fondre les anciennes chaudières, vouées à l’abandon. Avec le métal ainsi obtenu, il fait couler 700 presse-papiers, sur lesquels on peut lire une inscription en relief : « CET OBJET A ETE COULE A PARTIR DE LA FONTE DES ANCIENNES CHAUDIERES DU NOUVEAU MUSEE A VILLEURBANNE AU DEBUT DE SA RENOVATION EN 1991 - IL EST DESTINE A ETRE DISTRIBUE GRATUITEMENT AUX RESIDENTS A REVENUS MODESTES DONT LE DROIT AU LOGEMENT EST MENACE – SE LOGER EST UN DROIT ! – N’ACCEPTEZ PAS L’EXPULSION OU LA DISCRIMINATION », suivie des numéros de téléphone de plusieurs associations sociales.
L’implication politique d’Asher prolonge ici son inscription dans la Critique Institutionnelle, attitude éthique et esthétique dont il a contribué à définir les mécanismes.
« Alors que les collectivités du 3e, 4e et 7e arrondissement de Lyon étaient menacées de re-développement ou bien se trouvaient déjà transformées, en quartiers inabordables pour les familles dont les aïeux y avaient établi demeures et commerces, il n’était pas compliqué de comprendre à quel point un signe de rénovation pouvait constituer une ligne importante dans l’équation des spéculateurs pour justifier de futurs développements. »

## Expositions
Ses installations ont été exposées dans des musées et galeries aux États-Unis et dans le monde, comme au Kunstverein Hamburg à Hambourg, à la Renaissance Society à Chicago, au Centre national d'art et de culture Georges-Pompidou, au Musée national d'art moderne à Paris, au Museum of Modern Art à New York, au Musée Van Abbe à Eindhoven, à l'Art Institute of Chicago, au Banff Centre du Canada, au Krefeld Kunstmuseum en Allemagne, à la Biennale de Venise, à la Galerie Art & Essai à Rennes etc.

## Publications
- Michael Asher : [Ausstellung], Kunsthalle Bern / [hrsg. von Ulrich Loock] ; Kunsthalle Bern (1995).
- Michael Asher: The Renaissance Society, University of Chicago, January 21-March 4, 1990 ; Renaissance Society at the University of Chicago (1991).  (ISBN 0941548201)
- Writings, 1973-1983, on Works 1969-1979, écrit avec l'historien de l'art Benjamin Buchloh, The Press of the Nova Scotia College of Art and Design (1983).  (ISBN 978-0919616271 et 0919616275)
- Exhibitions in Europa 1972-1977 ; Van Abbemuseum (1980). (ASIN B0007AYDW4)
- Michael Asher : Rénovation = expulsion, Leen Frederik ; Le Nouveau Musée (1991).  (ISBN 9782905985422 et 2905985429)